# حاييم هالبرين
حاييم هالبرين (5 سبتمبر 1895-2 يونيو 1973) كان أستاذ جامعي إسرائيلي في الاقتصاد الزراعي وشخصية عامة إسرائيلية.
حصل على جائزة إسرائيل في الزراعة في عام 1973.

## حياته
ولد في كييف في الإمبراطورية الروسية. درس القانون والزراعة من جامعة خاركيف، وتخرج منها في عام 1919. وكان أحد مؤسسي وأعضاء مجلس إدارة الجمعية التعاونية «الاقتصادية» في خاركوف.
وفي عام 1924 هاجر إلى أرض إسرائيل وكان مؤسس ومدير مركز الهجرة التابع لـ الهستدروت. وشغل منصب السكرتير العام للمركز الزراعي، ومؤسس كلية وادي حيفر الزراعية ومؤسس أول مصنع للسكر في أرض إسرائيل، وتم إنشاؤه في مدينة العفولة.
وكان شخصية عامة، حيث كان عضوا في المجلس الصهيوني العام ومندوبا في عدد من المؤتمرات الصهيونية. وفي عام 1948 عُين كأول مدير عام لوزارة الزراعة في الحكومة الإسرائيلية، وهو المنصب الذي شغله حتى عام 1950 . وفي عام 1951، عُين رئيسًا لبنك إسرائيل الزراعي، وهو المنصب الذي شغله حتى عام 1971  
وفي الجامعة العبرية في القدس، عمل هالبرين أستاذًا في كلية الزراعة، وترأس قسم الاقتصاد الزراعي، ومن عام 1963 إلى 1964 تولى منصب عميد الكلية.
وكان نشطًا جدًا في مجال التعليم الزراعي. فأسس كلية روبين عام 1949  وكان من الداعين والمتحمسين بقوة لإصدار موسوعة الزراعة. 
في عام 1973، حصل على جائزة إسرائيل في مجال الزراعة، قبل وفاته بوقت قصير.
كان متزوجاً من بيبا إيدلسون، وكانت عضواً في الكنيست الإسرائيلي.

## كتابات عنه
- البحث في الاقتصاد الزراعي: مجموعة مقالات في ذكرى البروفيسور حاييم هالبرين - رحوفوت: مركز البحوث في الاقتصاد الزراعي، 1975.

## من منشوراته
- القانون الزراعي في أرض إسرائيل، 1944.
- الزراعة في إسرائيل وقضاياها، محاضرة في المؤتمر الزراعي السادس، 1945
- تغييرات في الزراعة الإسرائيلية، 1955. ونال عنه جائزة روبين [9].
- التعليم الزراعي - لماذا؟